# Honduras
Honduras vagy hivatalos nevén Hondurasi Köztársaság (República de Honduras, IPA: reˈpuβlika ðe onˈduɾas) Magyarországnál kicsit nagyobb ország Közép-Amerikában. Nyugatról Guatemala, délnyugatról Salvador, délkeletről Nicaragua határolja, északi partjait a Karib-tenger, déli partjait a Csendes-óceán mossa.
Európai felfedezése előtt fontos mezoamerikai kultúráknak adott otthont, különösen a maja civilizációnak. 
A gyarmatosító spanyolok elterjesztették a katolicizmust és a jelenleg uralkodó spanyol nyelvet, valamint számos szokást, amelyek keveredtek az őslakosok kultúrájával. Honduras 1838-ban nyerte el teljes függetlenségét. 
Területének jelentős részét a Kordillerák vulkanikus láncai uralják, amelyekhez az ország északi részén – a Karib-tengerre néző, széles, mocsaras, trópusi esőerdő fedte – síkság kapcsolódik.

## Etimológia
A Honduras jelentése spanyolul „Mélységek”. A név utalhat az északon fekvő Trujillo-öbölre, mint a hajók kikötését, a horgonyvetést nehezítő nagy tengermélységekre vagy Kolumbusz állítólagos idézetére: "Gracias a Dios que hemos salido de esas honduras" ("Hála Istennek, hogy elhagytuk ezeket a mélységeket.")

## Történelme

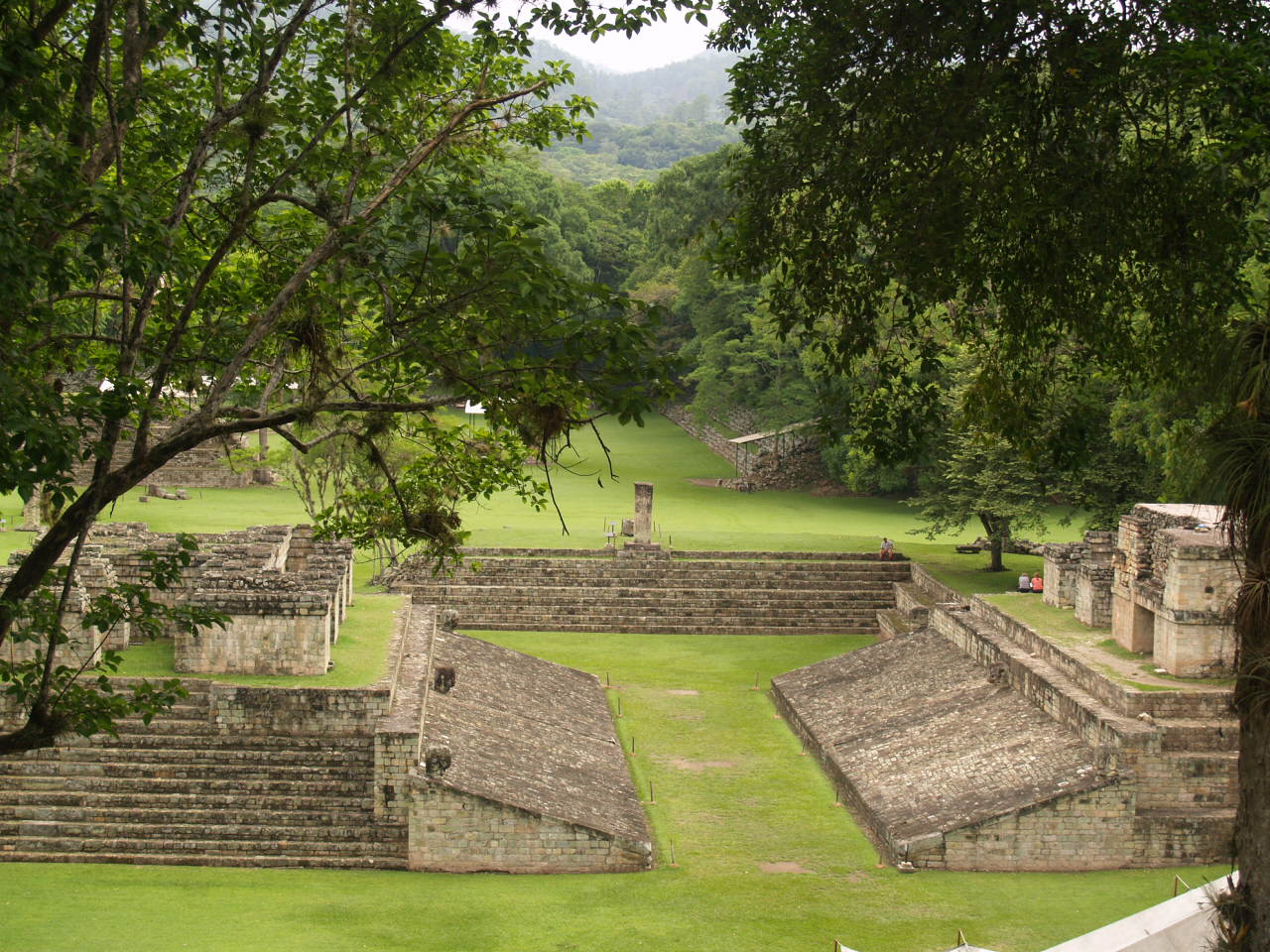
Copán a spanyolok érkezésekor már elhagyatott város volt.

Honduras területe az európaiak megjelenése előtt a Maja Birodalom része volt (770 - 1000 között).
1000-1200 között a nagy-nakaja (indián) kultúra befolyása alatt állt. 
Kolumbusz az amerikai szárazföldön először 1502-ben itt szállt partra, az észak-hondurasi Trujillo közelében, és „Hondurasnak” (mélységnek) nevezte a területet az itteni nagy vízmélységek miatt.
A terület spanyol meghódítására csak Mexikó elfoglalása után került sor. Cristóbal de Olid 1523. májusában szállt itt partra Hernán Cortés megbízásából és a spanyol korona nevében birtokba vette a területet. 1524-től a spanyol hódítók előrenyomultak a régióban. 1540-ben megalapították a fővárost, Comayaguát. A jelenlegi fővárost, Tegucigalpát 1578 körül alapították az arany- és ezüstbányák közelében fekvő településként.
Honduras a függetlenségét 1821-ben vívta ki, de a térség többi államához hasonlóan belépett a Közép-amerikai Egyesült Tartományok nevű államszövetségbe, amelynek felbomlása után, 1838-ban lett önálló. A Hondurasi Köztársaságot 1838-ban kiáltották ki. Alig több mint másfél évszázados történelme során 140 véres, illetve vértelen puccsot élt át az ország, az alkotmányát tizenötször fogalmazták újra, mialatt két vesztes háborút vívott Salvadorral és Guatemalával. A vereségek következtében kormányválságok alakultak ki.
1839 januárjában hivatalosan is elfogadták az ország első alkotmányát. Francisco Ferrera tábornok lett az ország első alkotmányos elnöke (1841-1843). 1891-ben megalakult az első politikai párt, a Hondurasi Liberális Párt, 1902-ben pedig a Hondurasi Nemzeti Párt, amelyek 2022-ig irányították az országot.
1998-ban a Mitch hurrikán itt áthaladva több ezer halálos áldozatot követelt és jelentősen megrongálta az ország infrastruktúráját.
2009-ben az ország politikai és társadalmi válságon ment keresztül, amikor is államcsíny történt.

## Földrajz
A közép-amerikai földhídon fekvő ország a Karib-tengerrel 600 km-es, a Csendes-óceánnal 100 km-es partszakasszal érintkezik. Főbb szigetei (a Karib-tengerben): Utila, Roatan, Guanaja.

### Domborzata
Az ország 9/10-ét a Közép-amerikai Kordillerák hegységei borítják, amelyeket szűk völgyek és fennsíkok tagolnak. A Kordillerák két fő vonulata K-Ny irányban: északon az Esperanza-hegység, délebbre a Sierra Madre. A legmagasabb hegyek az ország nyugati részén emelkednek. A karibi és csendes-óceáni partokon mocsaras síkságok húzódnak. Legmagasabb pontja a Lempira megyében emelkedő, a 2800 méteres magasságot is meghaladó Cerro Las Minas (más néven Pico Celaque), amelynek magasságáról különböző forrásokban különböző adatok olvashatók.

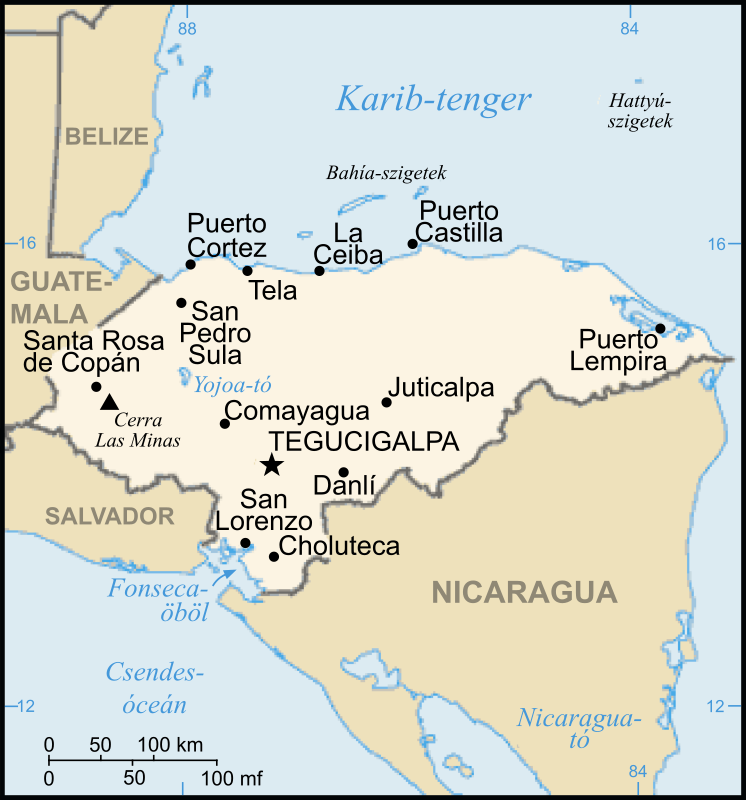
Főbb települések
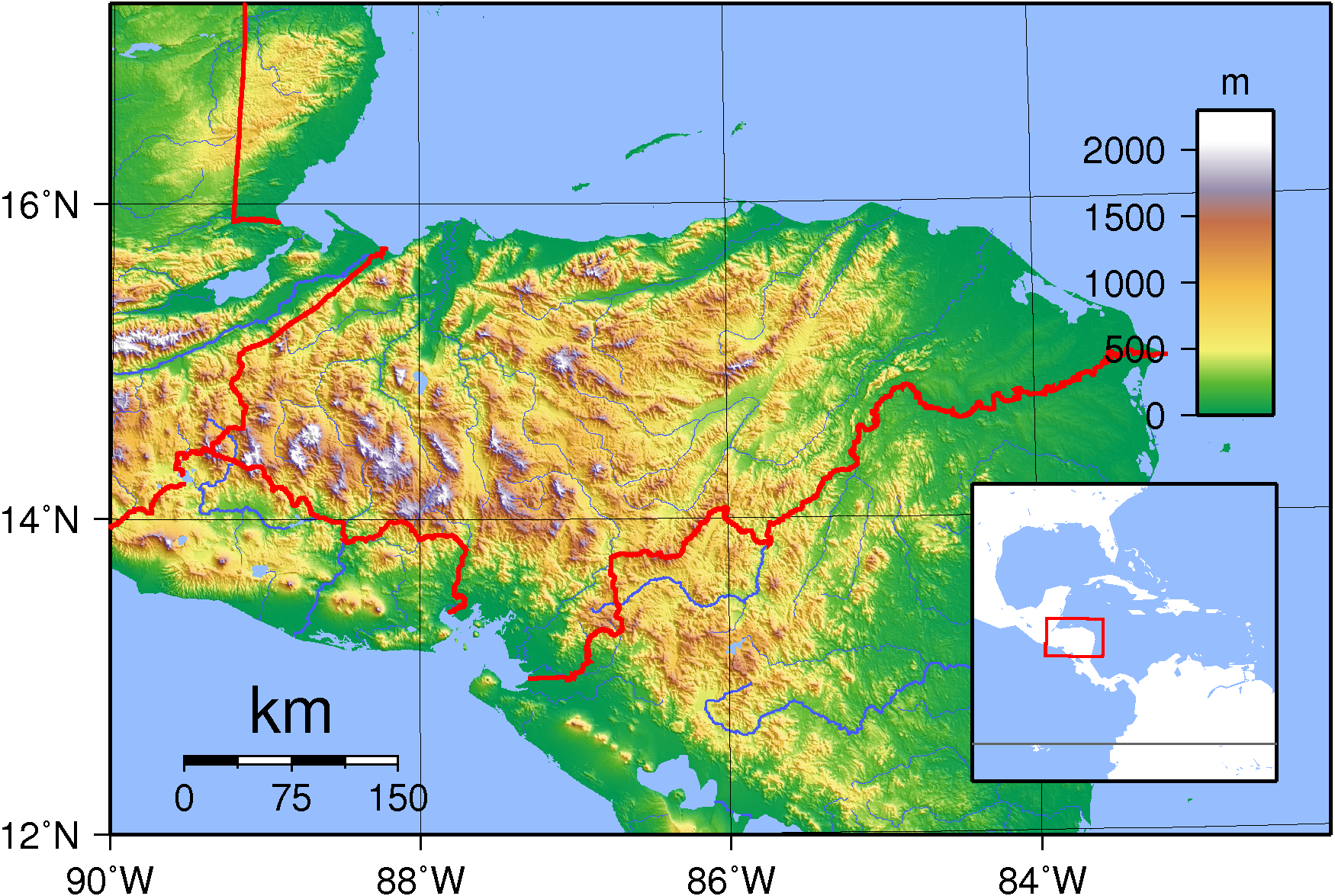
Honduras domborzati térképe
Éghajlati térképe (angol)
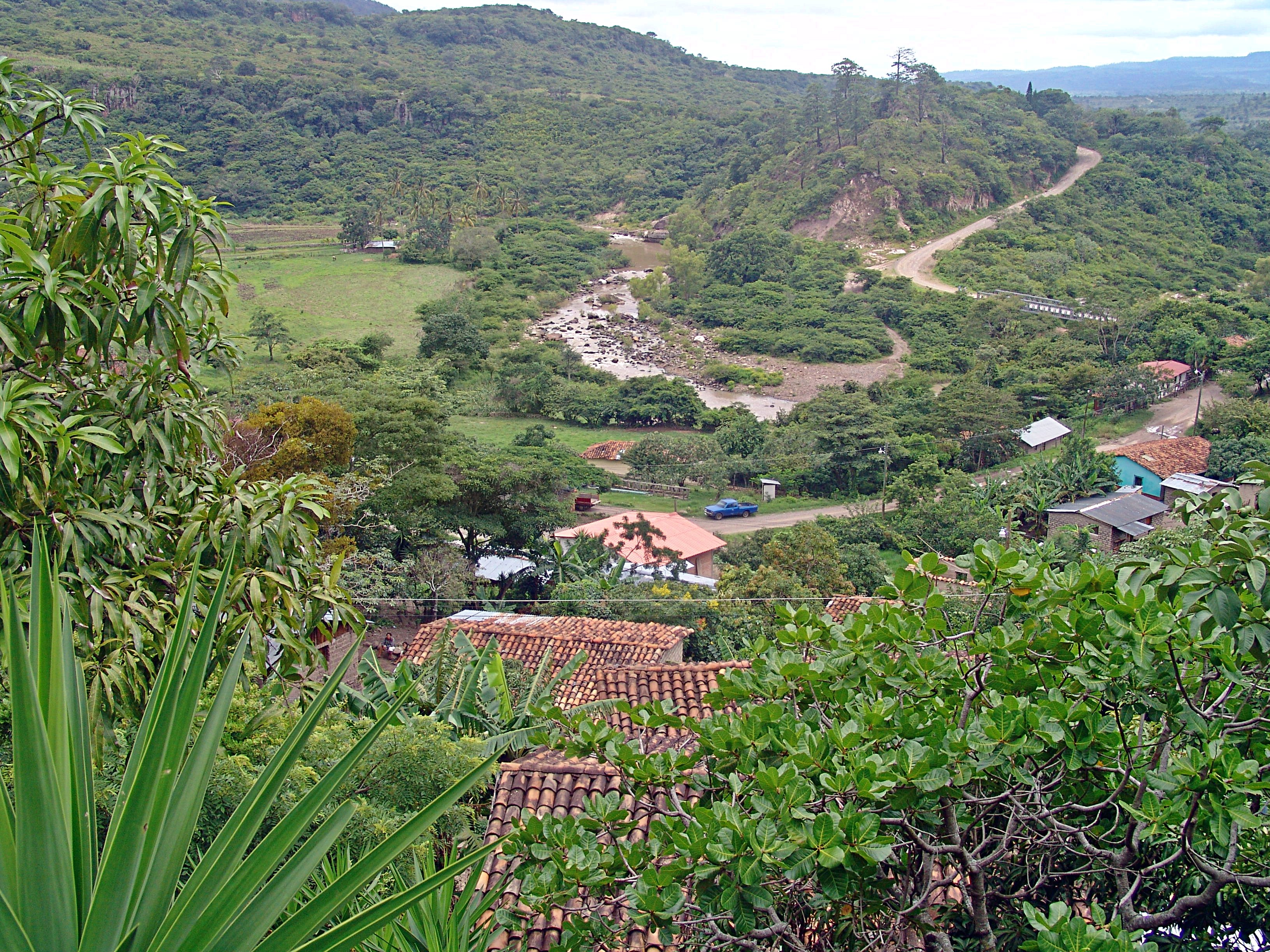
Tájkép, Choluteca
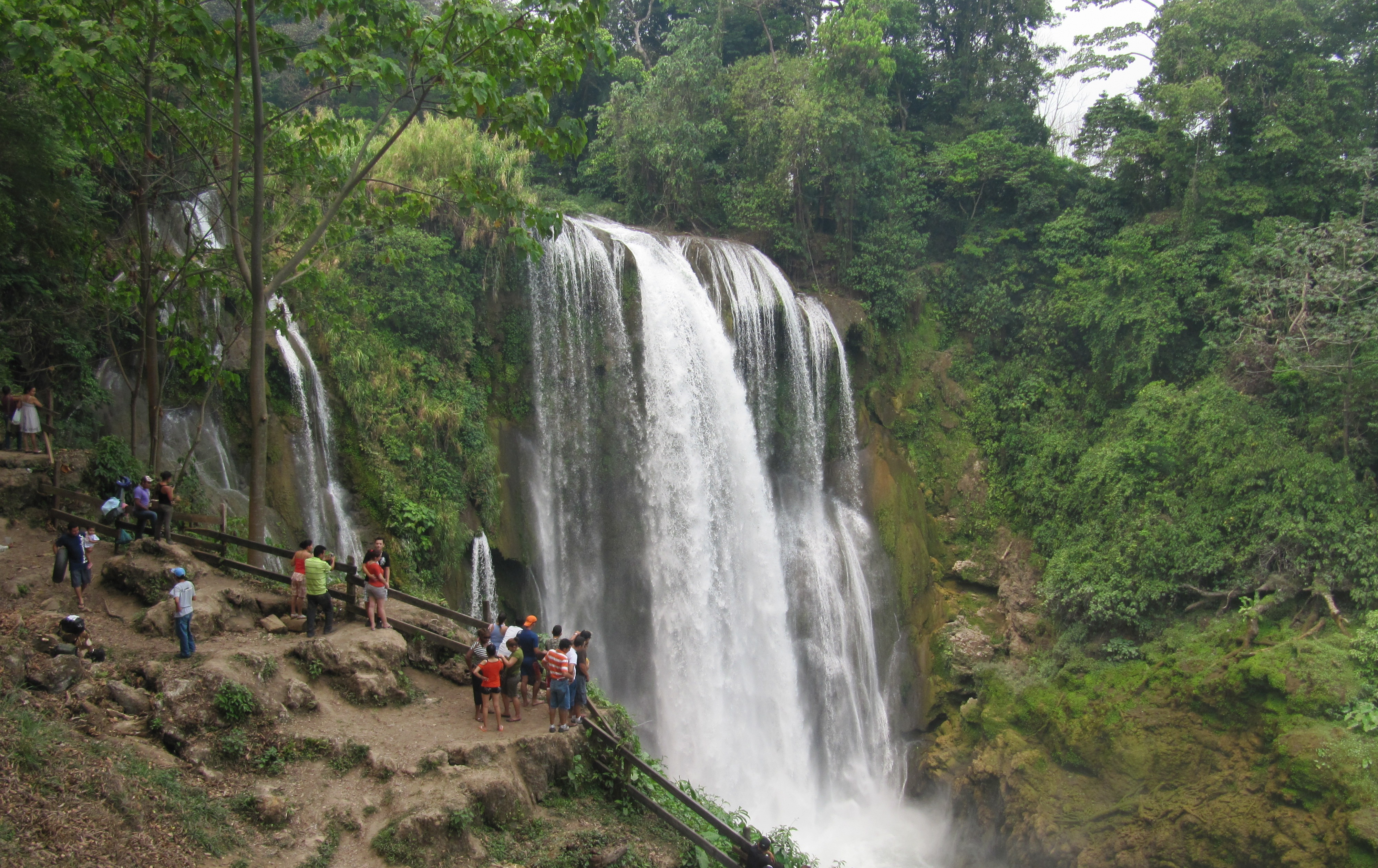
A Pulhapanzak-vízesés

### Vízrajza
Fontosabb folyói a Karib-tengerbe ömlenek. Jelentősebb folyói: Aguán, Sico, Patuca, Guayape, Choluteca
- Río Patuca, az ország leghosszabb folyója
- Río Ulúa, gazdaságilag a legfontosabb folyója
- Río Choluteca, ez a főváros folyója
- Río Negro, határfolyó a nicaraguai határon
- Río Coco, egy másik határfolyó a nicaraguai határon
- Río Goascorán, határfolyó a salvadori határon

### Éghajlata
Az országban trópusi éghajlat uralkodik. Az évi középhőmérséklet 25 °C. Az évi csapadék mennyisége 1000 és 2000 mm között mozog. Az északi part jóval nedvesebb, mint az ország többi része. La Ceiba (északi part) évi átlagos csapadékmennyisége 3200 mm, Cholutecáé (déli part) 1700 mm.
A főváros régiójában és a déli parton a száraz évszak novembertől áprilisig tart; az északi parton nincs kifejezett száraz évszak, csak április-május környékén kevesebb csapadék hull.
A hegyvidékek némileg hűvösebbek, mint az alacsony területek.
Időnként hurrikán okoz súlyos károkat az országban (például 1998 márciusában).

### Élővilág, természetvédelem
Hondurasnak változatos növény és állatvilága van. Több mint 6000 szövetes növény található, ebből 630 orchidea, ezen kívül 250 kétéltű és hüllőfaj, több mint 700 madárfaj, és 110 emlősfaj, melynek fele denevér.

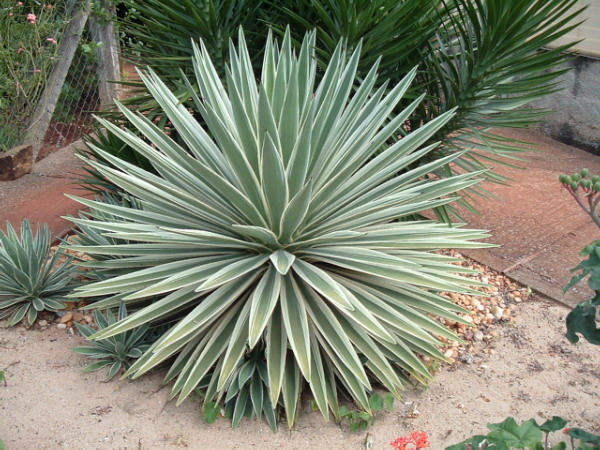
Agávé
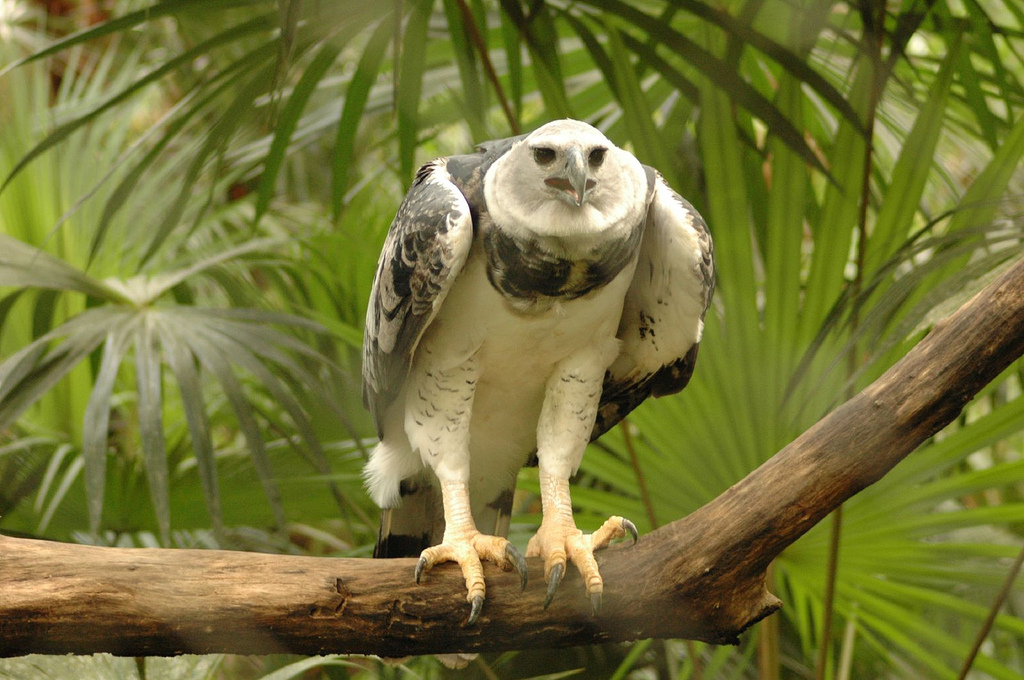
Hárpia
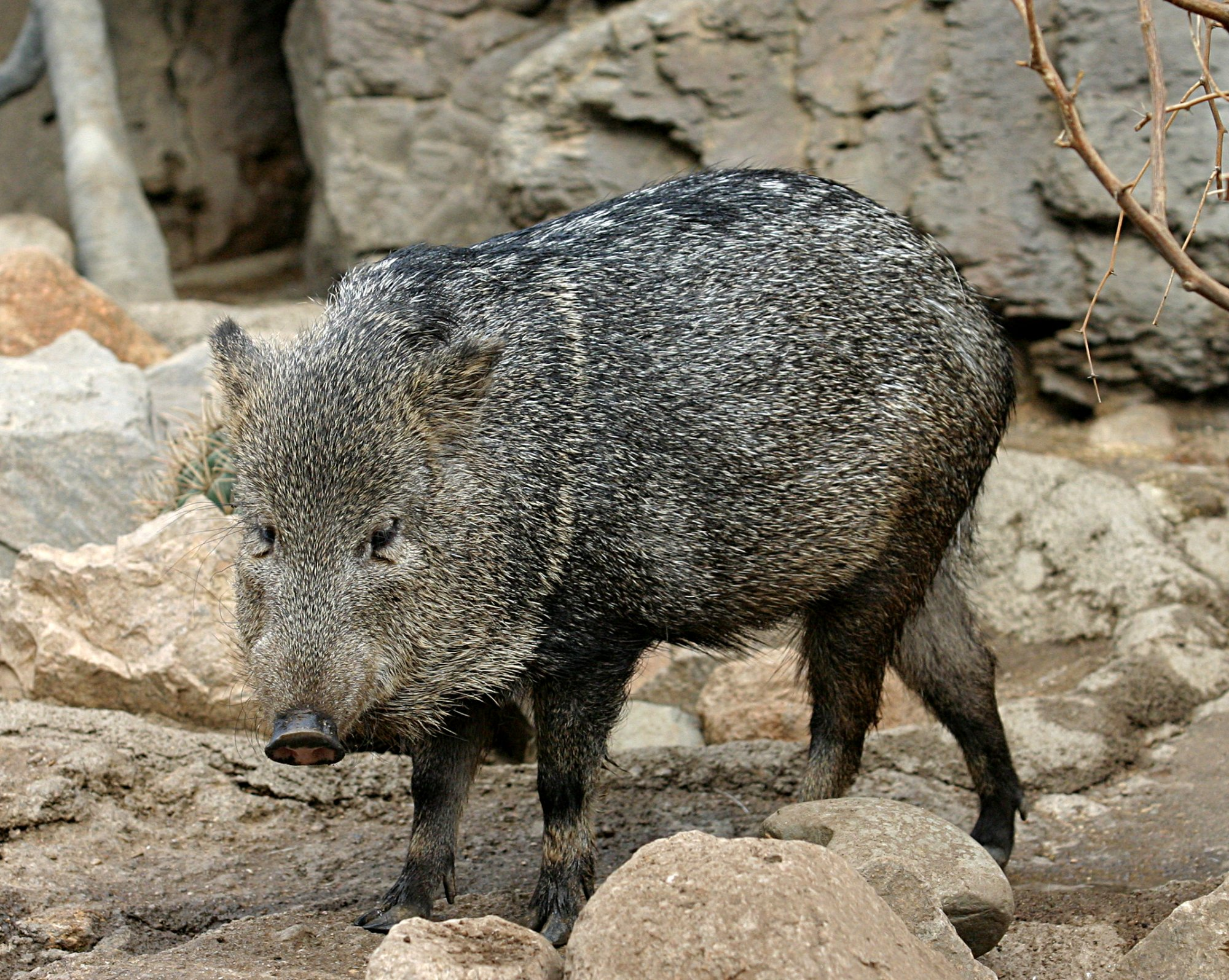
Örvös pekari
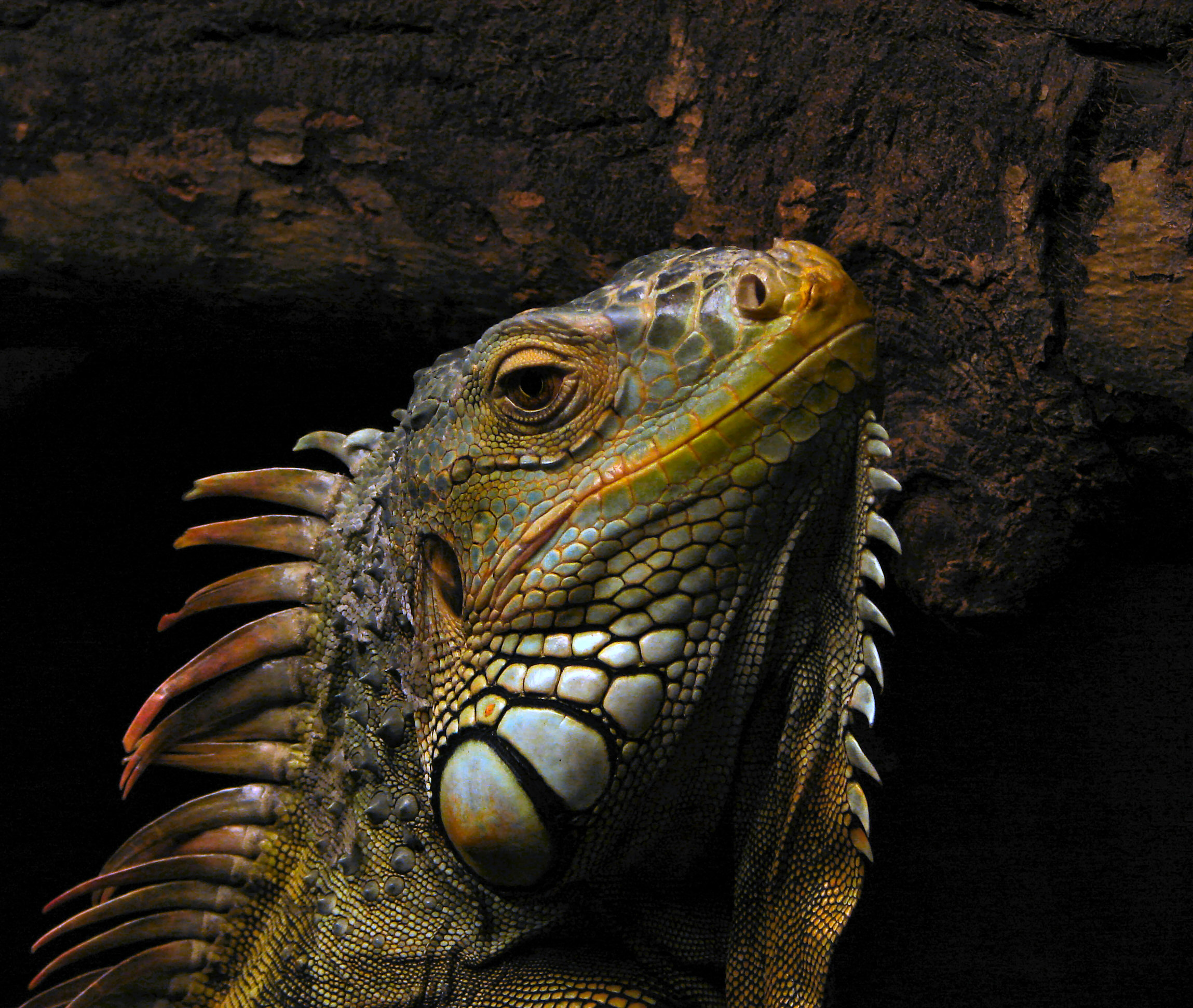
Zöld leguán
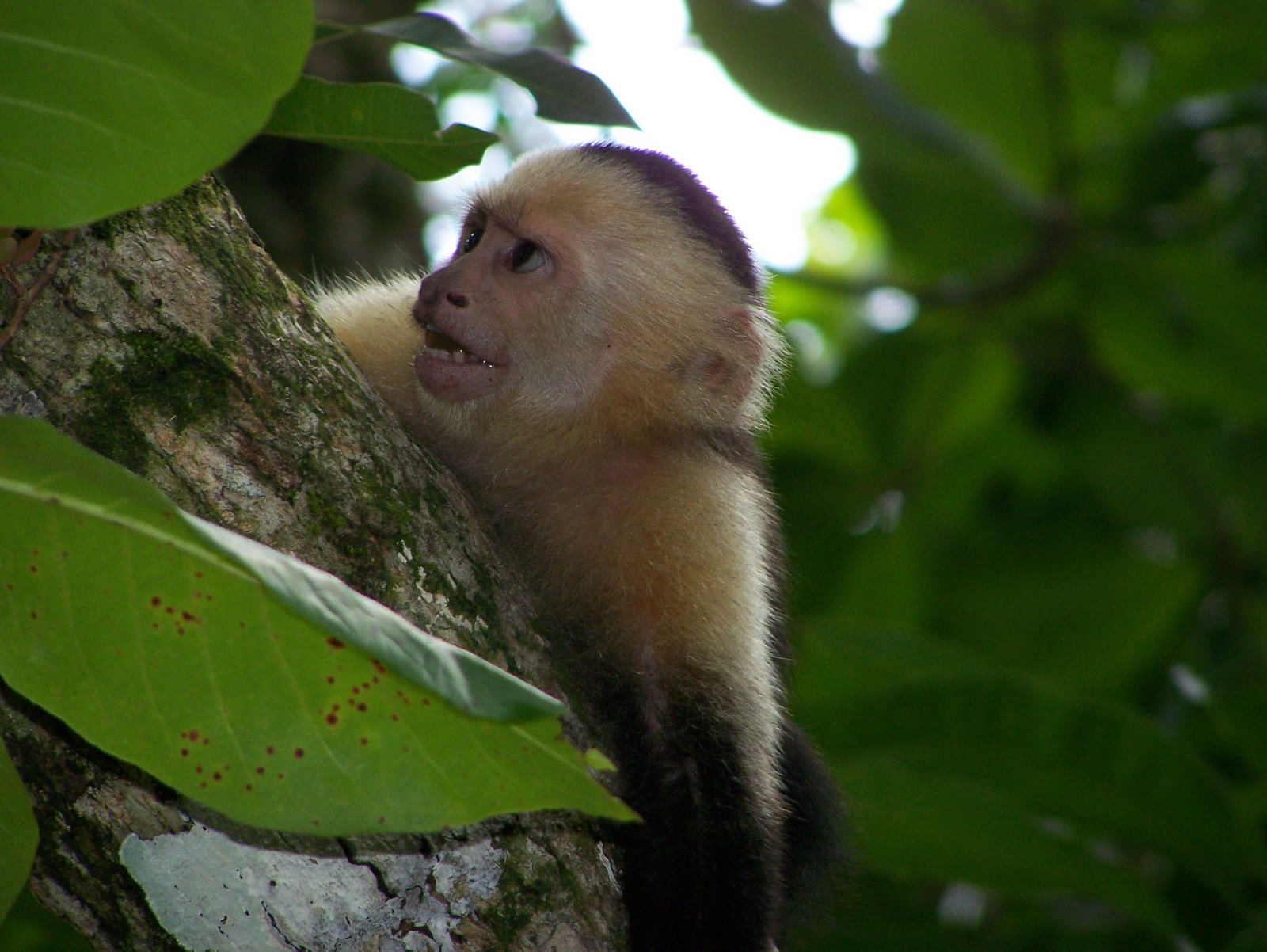
Csuklyásmajom
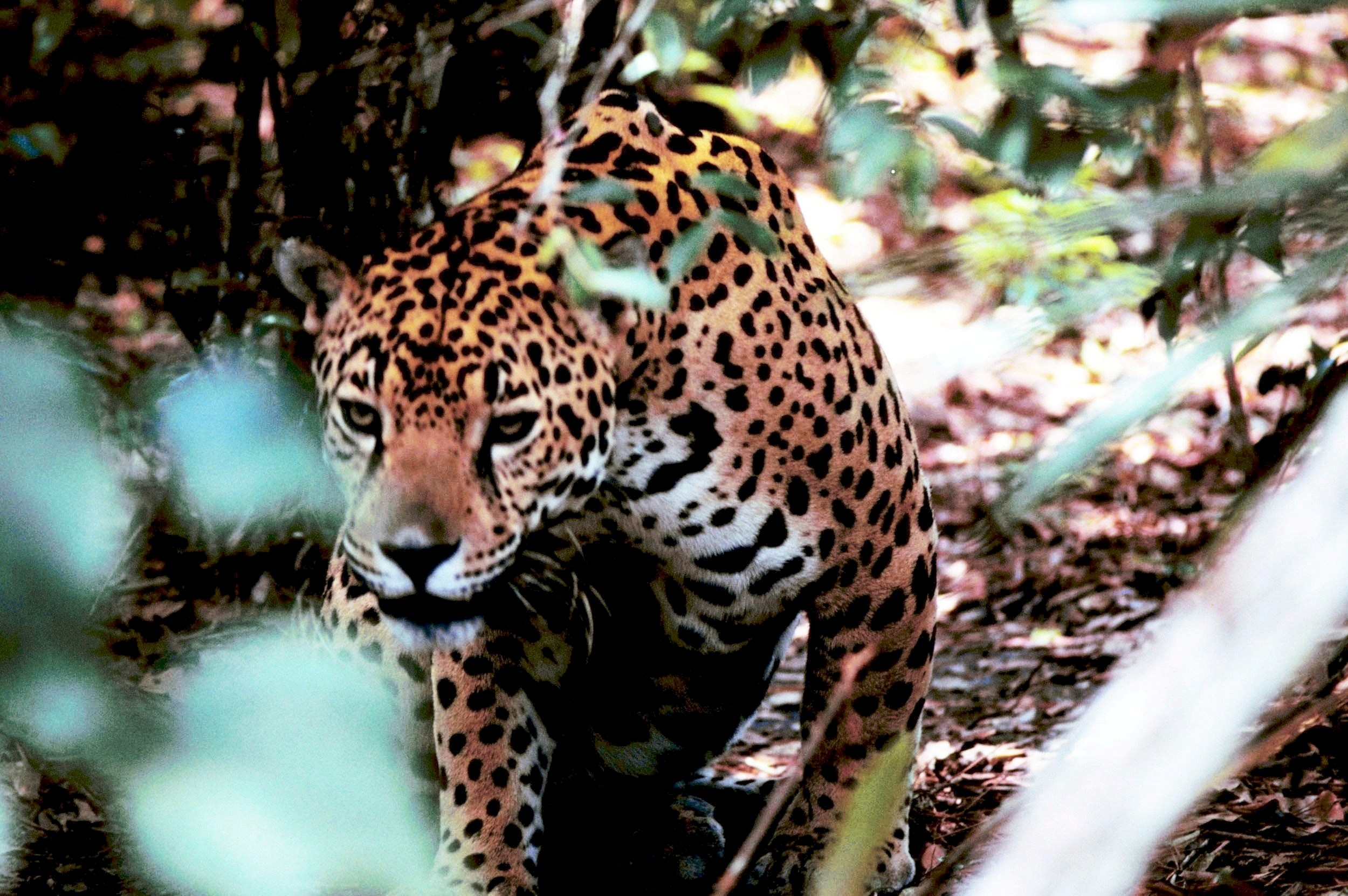
Jaguár
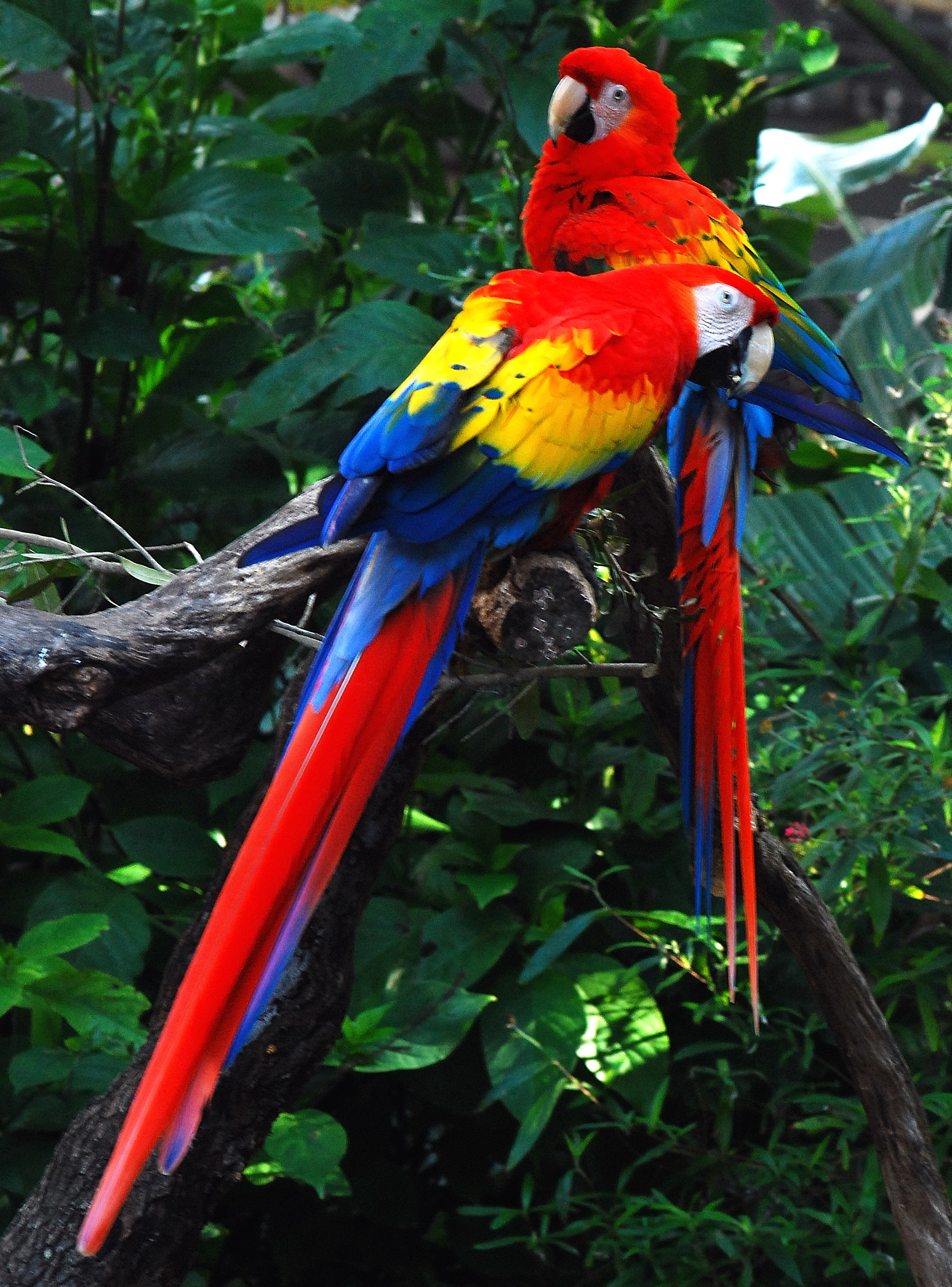
Arakanga

#### Nemzeti parkjai

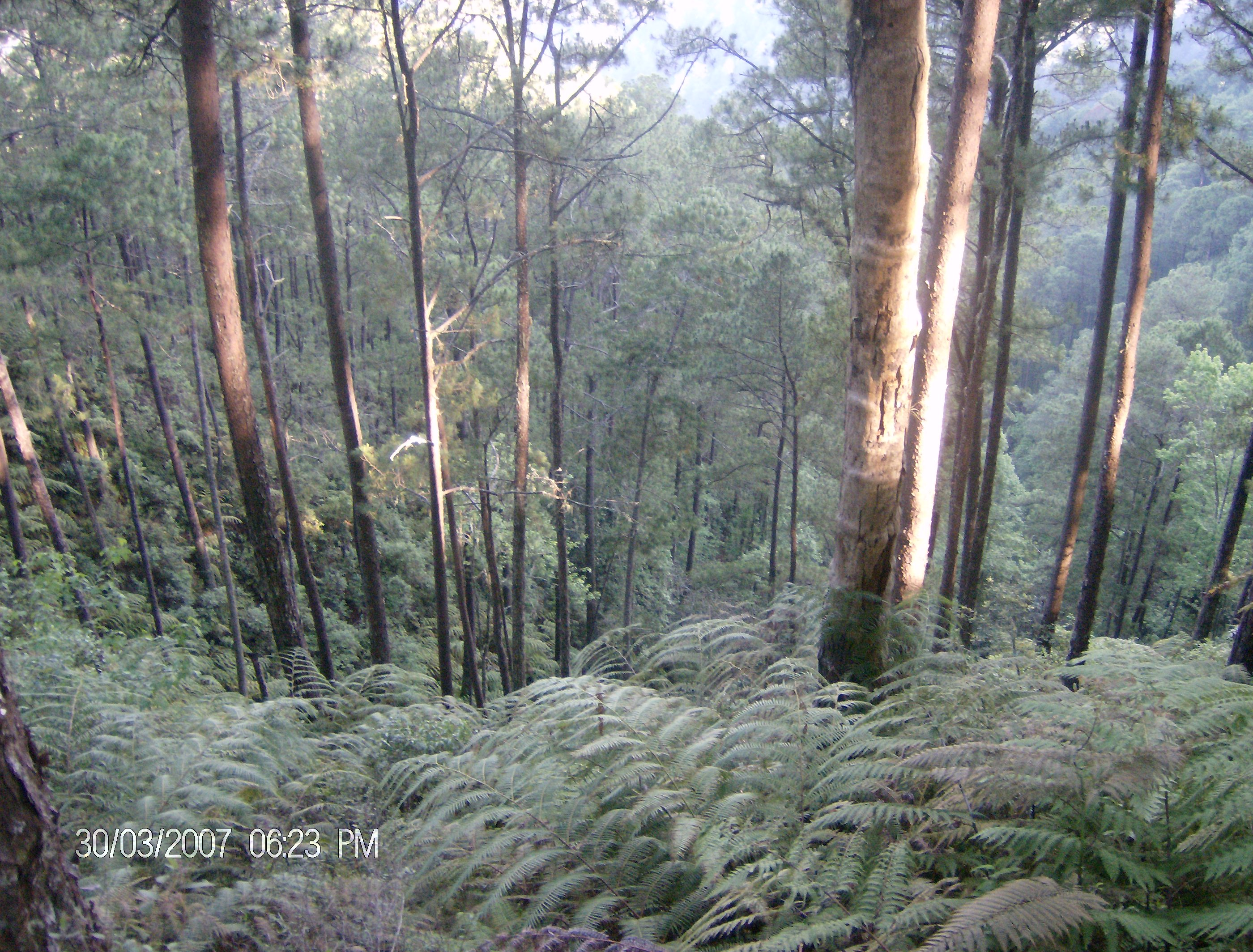
Részlet a Cusuco Nemzeti Parkból

Hondurasban a nemzeti parkok és természetvédelmi területek megtalálhatók minden tájon. Összesített területük 25 000 km². Az alábbi felsorolásban csak a legkönnyebben látogathatók szerepelnek:
- Barbareta Tengeri Nemzeti Park (Islas de la Bahía megye) - papagájhalak és más különös, ritka élőlények.
- Capiro-Calentura Nemzeti Park - nagy darab esőerdő az északi parton, a spanyol gyarmatosítás korai korszakából származó emlékekkel.
- Celaque Nemzeti Park - magas hegycsúcsokon köderdők és hideg vizű források.
- Cerro Azul - nehezen megközelíthető helyen hévízű források, különleges barlangok.
- Cusuco Nemzeti Park - kvézál (quetzal) madár.
- La Muralla - ez is a kvézál madárról nevezetes.
- La Tigra - Honduras első nemzeti parkja (1980), de már az ötvenes évek elejétől természetvédelmi terület volt.

Ez korántsem teljes felsorolás. Van még ezen kívül is sok nemzeti park, bioszféra rezervátum, állatrezervátum, és az egész Moszkitó-part (Moskitia)  nevű táj védelem alatt áll.

#### Természeti világörökségei
Az UNESCO természeti világörökségnek nyilvánította a Río Plátano Bioszféra-rezervátumot.

## Politika és közigazgatás
Honduras elnöki rendszerű köztársaság. 
Az elnök egyben állam- és kormányfő, akit népszavazással választanak meg négy évre. A 128 fős, egykamarás Nemzeti Kongresszus tagjait szintén négy évre választják.
A politikai pártok nagyrészt szabadon működhetnek, bár a hatalom az 1980-as évek eleje óta többnyire a Liberális Párt (PL) és a Nemzeti Párt (PN) kezében összpontosul.
Az intézményi gyengeség, a korrupció, az erőszak és a büntetlenség aláássák az állam általános stabilitását. Az újságírók, politikai aktivisták és nők gyakran válnak erőszak áldozataivá, és az elkövetőket ritkán állítják bíróság elé. Míg szabályos választásokat tartanak, a 2017-es elnökválasztás körüli szabálytalanságok arra késztették a választási megfigyelőket, hogy megkérdőjelezzék az eredményt.
A Freedom House 2022-ben a »részben szabad« országok közé sorolta.

### Közigazgatási beosztás
Az ország 18 megyére (spanyol: departamento) oszlik, melyek a következők:
1. Atlántida
2. Choluteca
3. Colón
4. Comayagua
5. Copán
6. Cortés
7. El Paraíso
8. Francisco Morazán
9. Gracias a Dios
10. Intibucá
11. Islas de la Bahía
12. La Paz
13. Lempira
14. Ocotepeque
15. Olancho
16. Santa Bárbara
17. Valle
18. Yoro

## Népesség

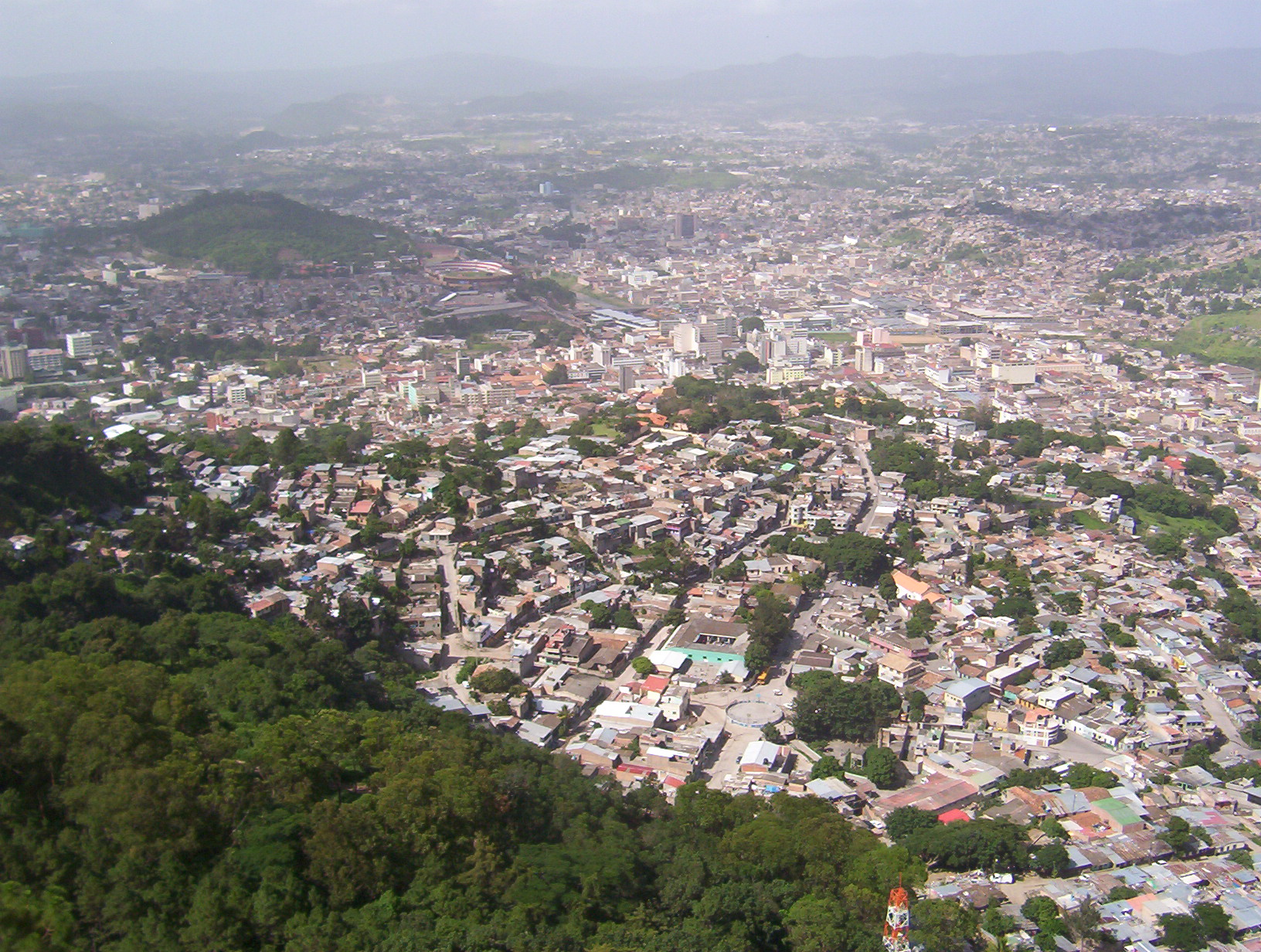
A főváros, Tegucigalpa

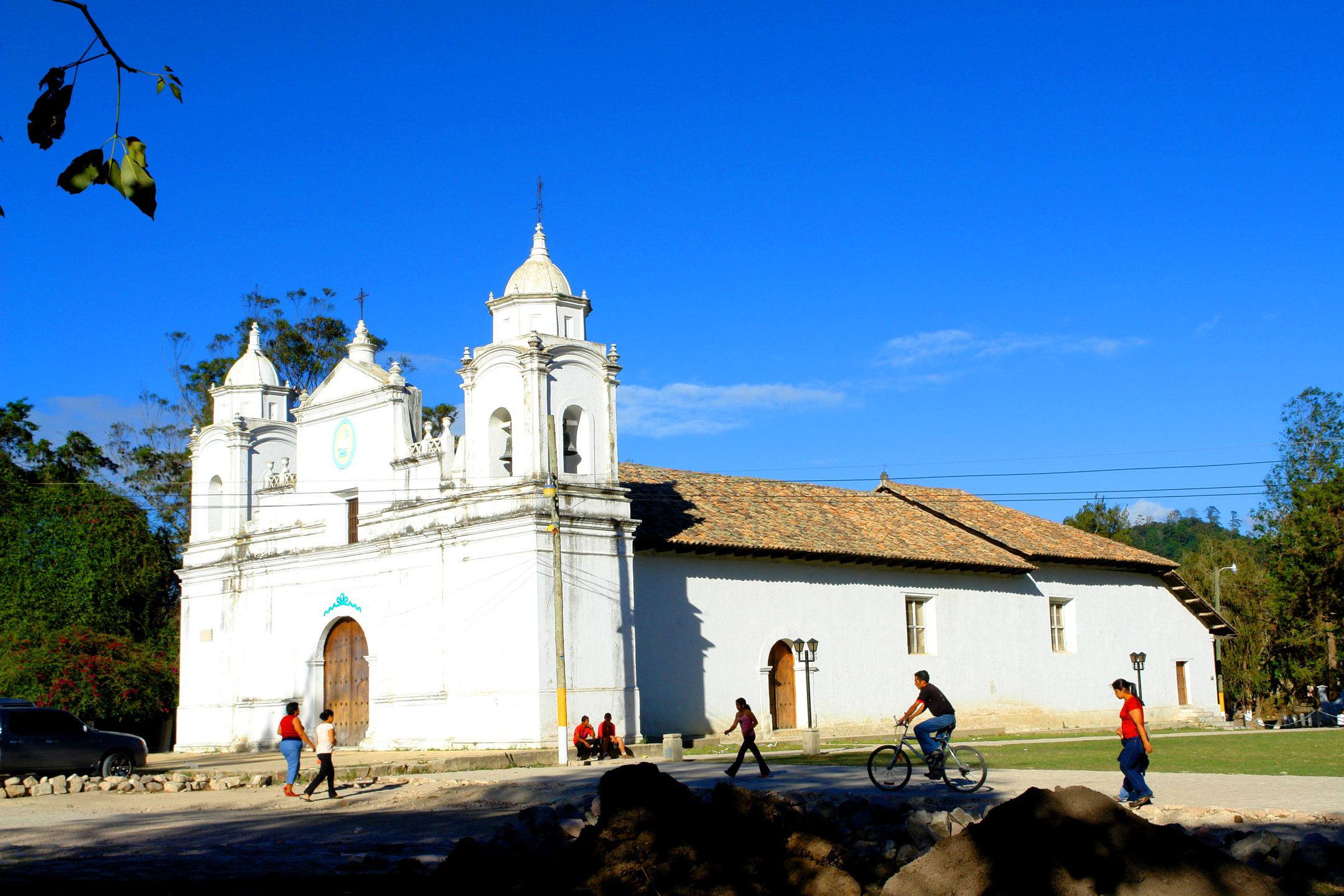
Ojojona temploma

### Általános adatok
Az ország népessége 2017-ben 9,3 millió fő, melynek kb. 56%-a városokban él.

### Népességének változása
| Lakosok száma | 2 002 333 | 2 420 234 | 2 845 261 | 3 523 279 | 4 237 518 | 5 041 781 | 5 852 719 | 6 762 426 | 7 621 204 | 11 002 356 |
|               | 1960      | 1966      | 1972      | 1979      | 1985      | 1991      | 1997      | 2004      | 2010      | 2025       |

### Etnikai, nyelvi összetétel
A lakosság 90%-a mesztic, 7%-a indián (maja, lenka, pipil, paja, miszkito stb.), 2%-a fekete, 1%-a pedig fehér.
Az országban a hivatalos nyelv a spanyol, de beszélik még az angolt és több indián nyelvet is.

### Vallási összetétel
A lakosság 97%-a római katolikus, 3%-a pedig protestáns vallású.

## Gazdasága

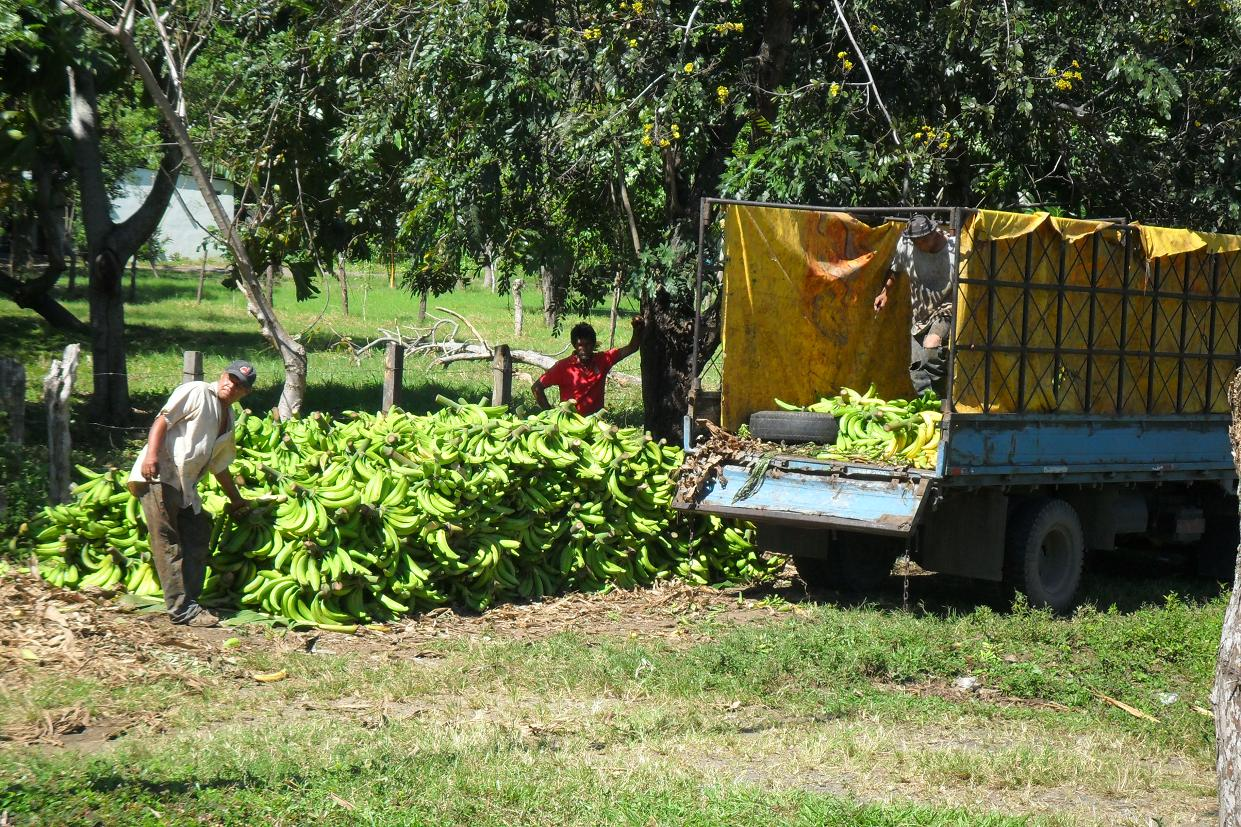
A banán az ország egyik legfontosabb exportcikke

Honduras 2020 táján Közép-Amerika második legszegényebb országa, a jövedelem rendkívül egyenlőtlen eloszlásától, valamint a magas alulfoglalkoztatástól szenved.  Míg történelmileg a banán és a kávé exportjától függött, mára diverzifikálta exportbázisát, így abban a ruházat és autóhuzal-kábelkötegek gyártása is megtalálható, de gazdasága nagymértékben függ az amerikai (USA) kereskedelemtől és az onnan érkező pénzátutalásoktól.
A korrupció komoly probléma; némi pénzmosási tevékenység is van.

### Gazdasági ágazatok

#### Mezőgazdaság
A lakosság saját szükségletére kukoricát, rizst és babot termeszt. A jórészt külföldiek tulajdonában lévő ültetvényekről banán, kávé, cukornád, dohány és gyapot kerül a világpiacra. Jelentős az USA-ba irányuló garnélarák- és homárexport.

#### Ipar
Főbb iparágak: cukor- és kávéfeldolgozás, szövött és kötött ruházati ipar, szivargyártás, faipar.

#### Bányászat
Gazdag ásványkincskészleteit (nikkel, arany, jód, ólom, réz és vasérc) külföldi, főleg amerikai társaságok tartják ellenőrzés alatt.

#### Külkereskedelem
Fő árucikkek:
- Exporttermékek: kávé, ruházat, kávé, garnélarák, gépkocsi kábelköteg, szivar, banán, arany, pálmaolaj, gyümölcs, homár, fűrészáru.
- Importtermékek: kommunikációs berendezések, gépek és közlekedési eszközök, ipari nyersanyagok, vegyipari termékek, üzemanyag, élelmiszer.

Főbb kereskedelmi partnerek 2017-ben:
- Export:  USA 34,5%, Németország 8,9%, Belgium 7,7%, El Salvador 7,3%, Hollandia 7,2%, Guatemala 5,2%, Nicaragua 4,8%
- Import:  USA 40,3%, Guatemala 10,5%, Kína 8,5%, Mexikó 6,2%, El Salvador 5,7%, Panama 4,4%, Costa Rica 4,2%

#### Az országra jellemző egyéb ágazatok
Kábítószerek az USA-ba irányuló egyik átrakási pontja. Kis parcellákon és elsősorban helyi fogyasztásra használt kannabisztermelés is jellemző.

## Közlekedés

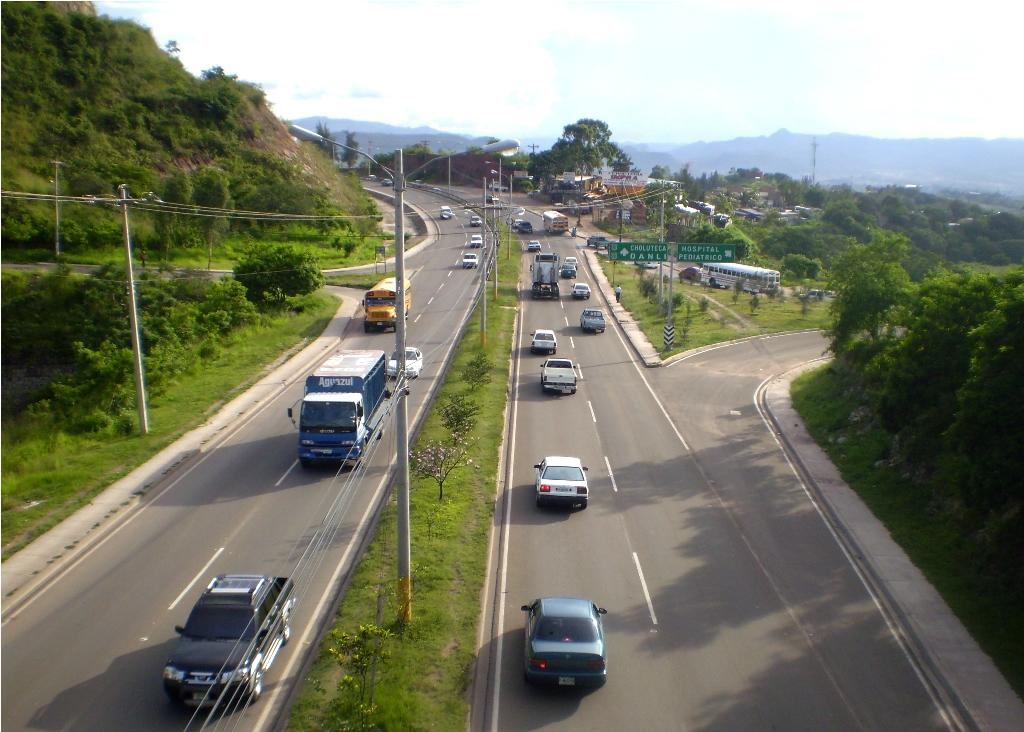
Egy főút képe, Tegucigalpa

Az ország közlekedési hálózata – hasonlóan a többi térségbeli országhoz – még viszonylag fejletlen. A vasúthálózat hossza 699 km, a közúthálózaté 13 603 km.

### Légi
A 2010-es években 103 repülőtér található az országban, ebből burkolt pályájú 13.

### Vízi
Fő tengeri kikötők:
- La Ceiba,
- Puerto Cortes,
- San Lorenzo,
- Tela

## Telekommunikáció
| Hívójel prefix | HQ-HR |
| ITU zóna       | 11    |
| CQ zóna        | 7     |

## Kultúra

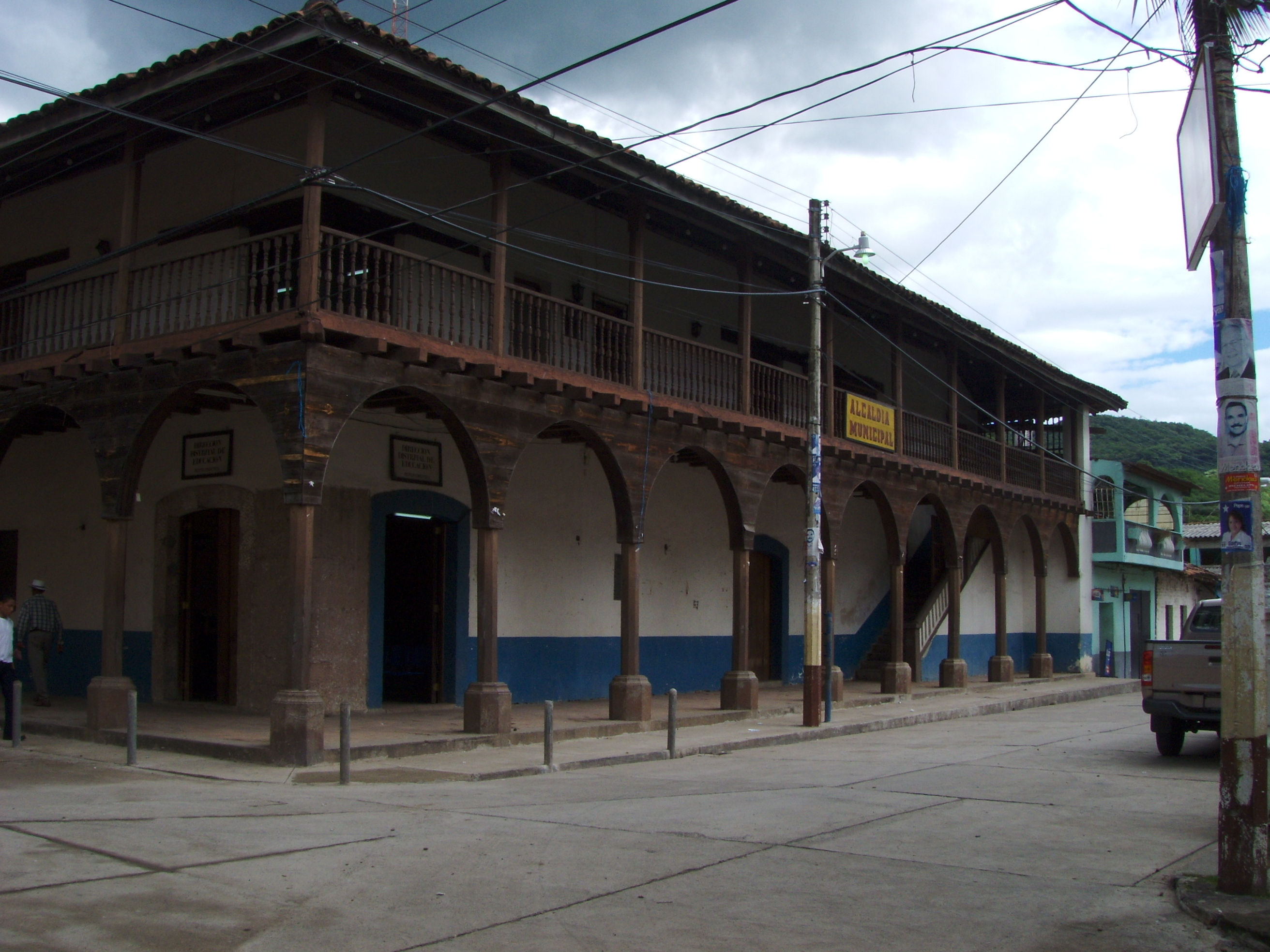
Hagyományos, gyarmati stílusú épület, Choluteca

### Kulturális világörökség

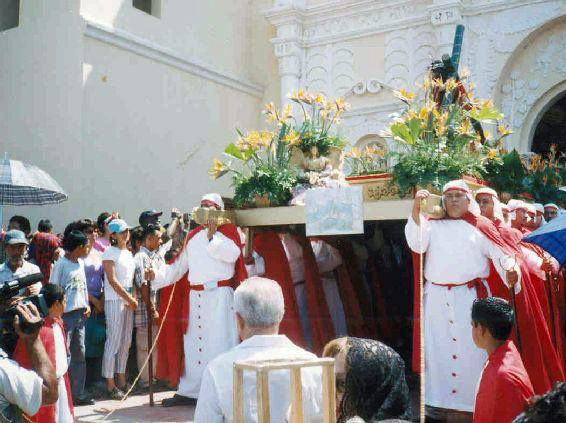
Keresztény körmenet a nagyhét alatt

- Kulturális világörökségnek nyilvánították Copán maja romjait.

### Művészetek
- Építészet
- Képzőművészetek
- Irodalom
- Filmművészet
- Zene

### Gasztronómia
Az egyik legismertebb hondurasi étel a baleada nevű tortilla.

## Turizmus

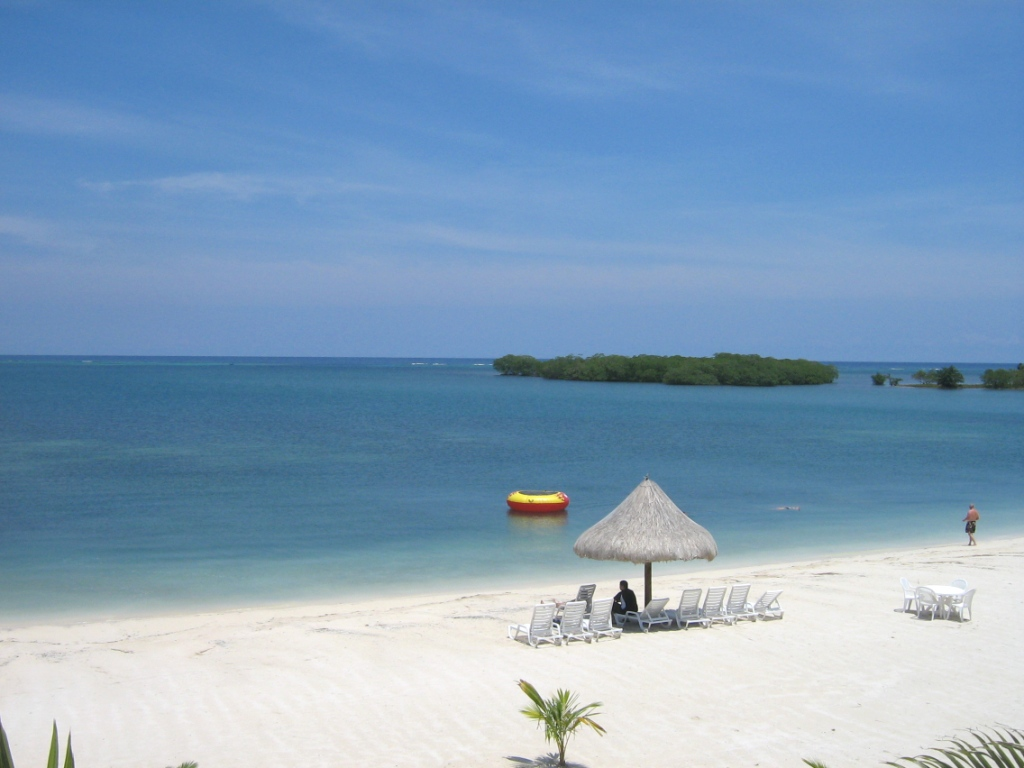
Roatán szigetének (Karib-tenger) tengerpartja

Honduras mint turisztikai célpont, a természeti környezete, strandjai, korallzátonyai, növény- és állatvilága, valamint régészeti lelőhelyei miatt lehet vonzó. További látnivalók közé tartozik a kultúra és a gasztronómia.

### Bűnözés
Világviszonylatban itt az egyik legmagasabb a bűnözési arány. San Pedro Sula a gyilkossági számokat tekintve gyakran kerül a városok közt globálisan az első helyre.

### Egészség
Javasolt oltások a Hondurasba utazóknak:
- Hastífusz
- Hepatitis A (Közepes a fertőzésveszély.)

Malária ellen gyógyszer van. (Nagy a kockázata a fertőzésnek).
Javasolt oltás bizonyos területekre utazóknak:
- Kolera
- Veszettség

Kötelező oltás, ha fertőzött országból érkezik/országon át utazik valaki:
- Sárgaláz

## Sport

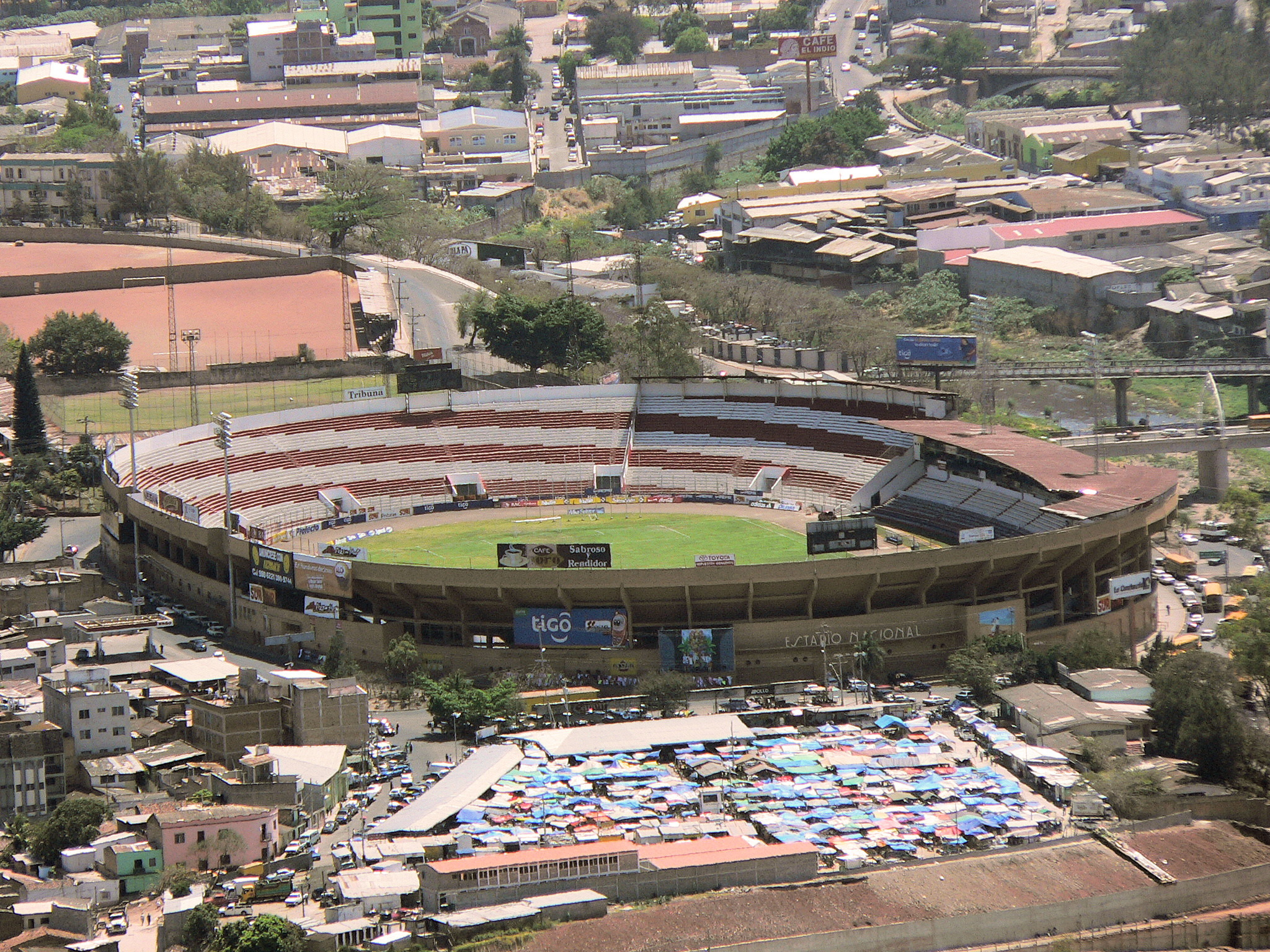
Carías nemzeti stadion

### Labdarúgás
Hondurasban igen népszerű a labdarúgás. A hondurasi labdarúgó-válogatott eddig háromszor jutott ki labdarúgó-világbajnokságra, ám csoportjából egyszer sem jutott tovább.
Az ország legjelentősebb rangadója a két legnagyobb szurkolótáborral rendelkező csapat, az Olimpia és a Motagua összecsapása. Mindkettő együttes otthona a főváros, Tegucigalpa.
Magyarországon az egyik legismertebb hondurasi sportoló Luis Ramos, aki a Debreceni Lokiban is játszott, mely bejutott a 2009–2010-es BL-be. Ramos azt nyilatkozta, hogy hosszú ideje nem volt ilyen eredményes országának egy játékosa sem, és országáért focizik.
Világviszonylatban is kiemelkedő játékos Wilson Palacios, aki jelenleg az angol Stoke City FC játékosa, középpályás poszton, de korábban játszott a Tottenhamben is.
- Lásd még: Hondurasi labdarúgó-válogatott

## Ünnepnapok
- Újév (január 1.)
- Az amerikai ország napja (április 14.)
- a munka ünnepe (május 1.)
- a függetlenség napja (szeptember 15.)
- Morazán születésnapja (október 3.)
- Kolumbusz napja (október 12.),
- a hadsereg napja (október 21.)
- Karácsony (december 25-26.)